# Religiosidad
La religiosidad es un término sociológico, filosófico y religioso utilizado para referirse a varios aspectos de la actividad religiosa, la dedicación y la creencia (en determinada doctrina religiosa). Se podría decir que religiosidad se ocupa de qué religiosas son las personas y cómo son las personas religiosamente.

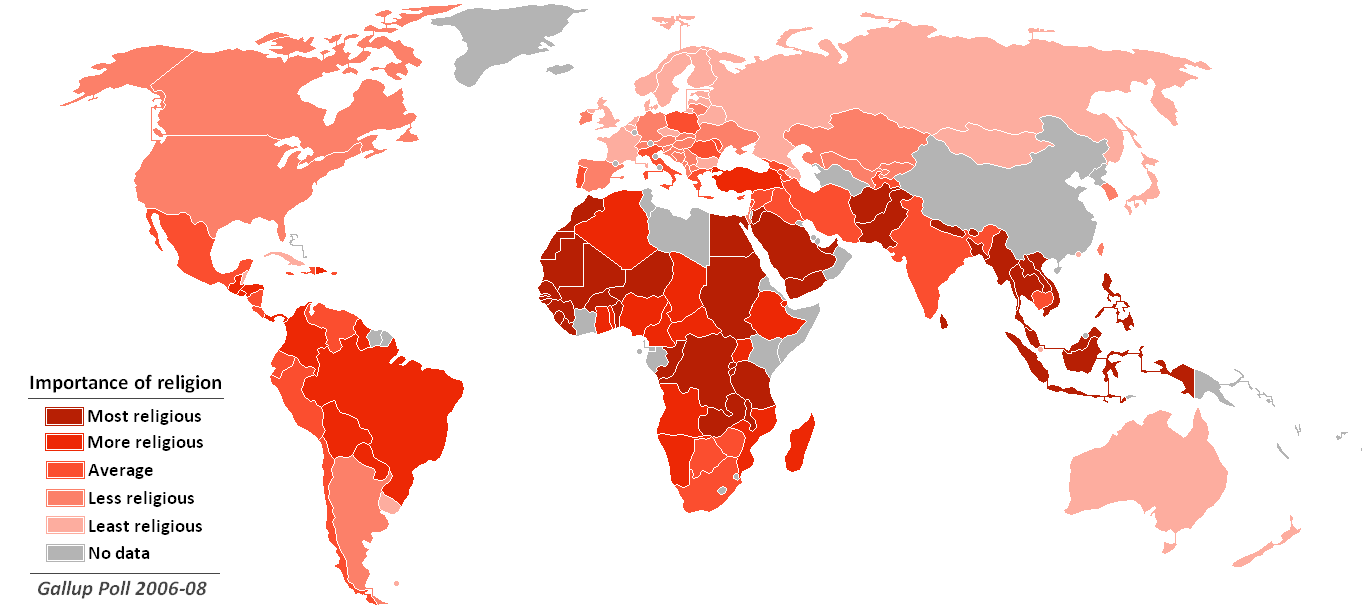
Mapa que muestra la importancia de la religión por país.

## Componentes
Numerosos estudios han explorado los diferentes componentes de la religiosidad humana. Lo que más se ha encontrado es que existen múltiples dimensiones (que a menudo emplean el análisis factorial). Por ejemplo, Cornwall, Albrecht, Cunningham y Pitcher (1986) identifican seis dimensiones en la religiosidad basada en el entendimiento de que hay al menos tres componentes de comportamiento religioso: saber - Cognición (conocimiento en la mente), sentir - Afecto (afectan al espíritu), y el hacer - Comportamiento (el comportamiento material). Para cada uno de estos componentes de la religiosidad había tres clasificaciones cruzadas dando lugar a las seis dimensiones.
- Cognición

- Ortodoxia tradicional
- Ortodoxias particulares

- Afecto

- Palpable, tangible o material

Diversos símbolos religiosos.

- Intangible o inmaterial o idealista

- Comportamiento

- Comportamiento religioso
- Participación religiosa

Otros investigadores han encontrado diferentes dimensiones, que van generalmente desde cuatro hasta doce componentes. Lo que generalmente se encuentra es que hay al menos algún tipo de distinción entre la doctrina religiosa, la práctica religiosa y la espiritualidad.
Por ejemplo, se puede aceptar la veracidad de la Biblia, pero nunca asistir a una iglesia o pertenecer a una religión organizada. Otro ejemplo es una persona que carezca de las doctrinas cristianas ortodoxas o cualquier otra religión teísta, pero tiene un culto informal hacia algo, sea Dios o la Naturaleza y desarrolla un tipo de sentimiento de unidad con lo divino.
Un individuo puede negar todas las doctrinas asociadas a las religiones organizadas, no afiliarse a una de éstas o asistir a servicios religiosos, y al mismo tiempo, se ha comprometido firmemente a que hay un poder o entidad superior y a sentir la sensación de que hay una conexión con tal ente. Estos son ejemplos de las más amplias dimensiones de la religiosidad y que no puede ser reflejado en las medidas específicas de la religiosidad. 
La mayoría de las dimensiones de la religiosidad están relacionadas, es decir, personas que a menudo asisten a servicios religiosos también tienden a tener una vida espiritual y llena de creencias.